# Nonac
Nonac é uma comuna francesa na região administrativa da Nova Aquitânia, no departamento de Charente. Estende-se por uma área de 20,84 km². Em 2010 a comuna tinha 279 habitantes (densidade: 13,4 hab./km²).